# 肺動脈弁

ヒトの心臓の構造
中央付近に肺動脈弁が示されている

肺動脈弁（はいどうみゃくべん、英: pulmonary valve, 羅: valva trunci pulmonalis）は、心臓の右心室から肺動脈への血液の流出路にある弁である。

## 機能
肺動脈弁は、右心室が収縮すると同時に開いて血液を肺動脈へ送り出し、右心室が拡張すると同時に閉じて血液の逆流を防止している。

## 構造
肺動脈弁は、前尖、左尖、右尖と呼ばれる三つの弁尖から成っている。腱索や乳頭筋との接続は無い。

## 肺動脈弁の疾患
- 肺動脈弁狭窄症(PS)
- 肺動脈弁閉鎖不全症(PR)